# Мессель, Альфред

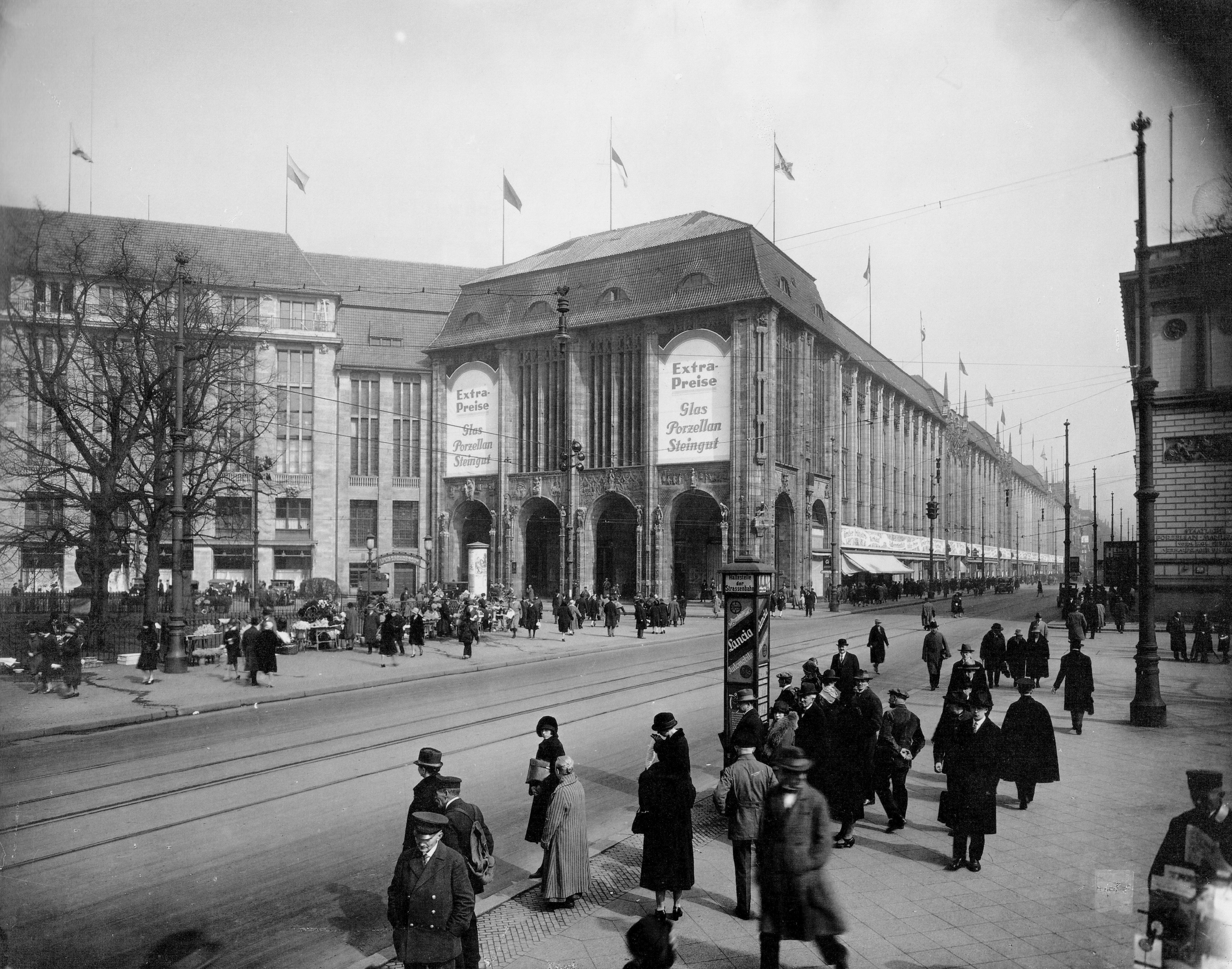
Универмаг «Вертхайм» в Берлине. 20-е годы XX века

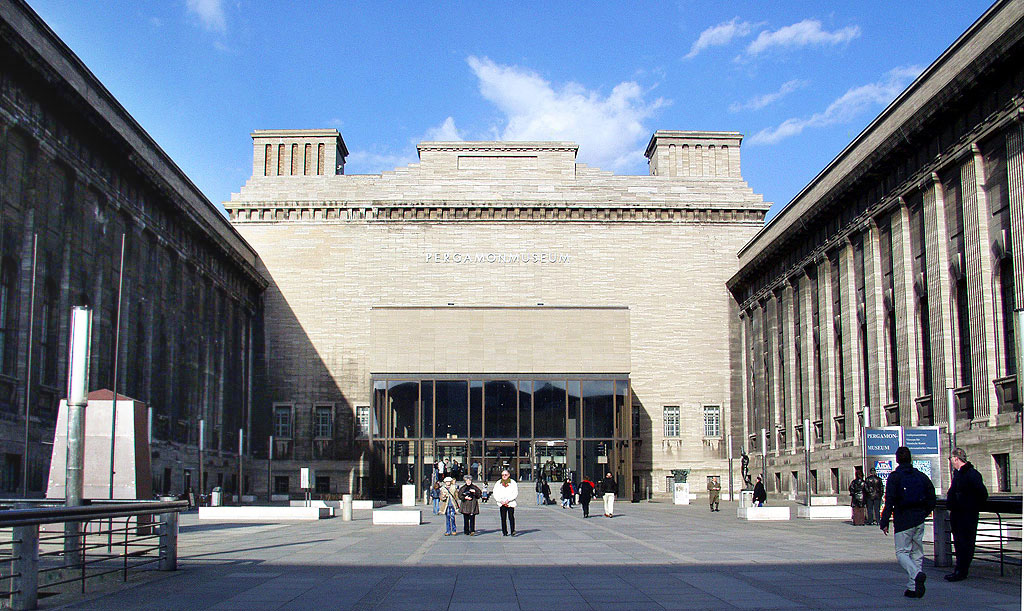
Пергамский музей в Берлине

Альфред Ме́ссель (нем. Alfred Messel; 22 июля 1853, Дармштадт — 24 марта 1909, Берлин) — немецкий архитектор, известный как своими виллами для крупной буржуазии, так и скромными многоквартирными жилыми домами. Однако его шедеврами по праву считаются здания универмагов.

## Биография
Мессель родился в семье дармштадтского банкира и, ещё учась в школе, подружился с Людвигом Хофманом, будущим советником по вопросам строительства города Берлина. В 1873 году Мессель начал учёбу в Академии художеств в Касселе, а с 1874 по 1878 годы изучал архитектуру в Берлинской строительной академии.
В 1904 году Мессель стал членом Прусской академии художеств. В 1906 году он получил звание почётного доктора Дармштадтского технического университета.

## Творчество
Главным творением Месселя считается универмаг «Вертхайм», построенный в несколько этапов в 1896—1906 годах на Лейпцигской улице Берлина и оказавший значительное влияние на развитие архитектуры своего времени. Он также считается прототипом «храма потребления», объединяющего под одной крышей разные товары, отличаясь роскошными интерьерами. Универмаг получил значительные разрушения во время Второй мировой войны. Его руины были разобраны только в 1955 году, на этом месте была проложена пограничная полоса Берлинской стены. По проекту Альфреда Месселя было построено здание Пергамон-музея на берлинском Музейном острове.